# Église Saint-Denis de Reuilly
Pour les articles homonymes, voir Église Saint-Denis et Saint Denis.
L'église Saint-Denis de Reuilly est une église catholique française. Elle est située sur le territoire de la commune de Reuilly, dans le département de l'Indre, en région Centre-Val de Loire.

## Situation
L'église se trouve dans la commune de Reuilly, au nord-est du département de l'Indre, en région Centre-Val de Loire. Elle est située dans la région naturelle de la Champagne berrichonne. L'église dépend de l'archidiocèse de Bourges, du doyenné de Champagne Berrichonne et de la paroisse d'Issoudun-Nord.

## Histoire
L'église fut construite entre le XIe siècle et le XVIIe siècle.
L'édifice est classé au titre des monuments historiques, par arrêté du 3 janvier 1939.

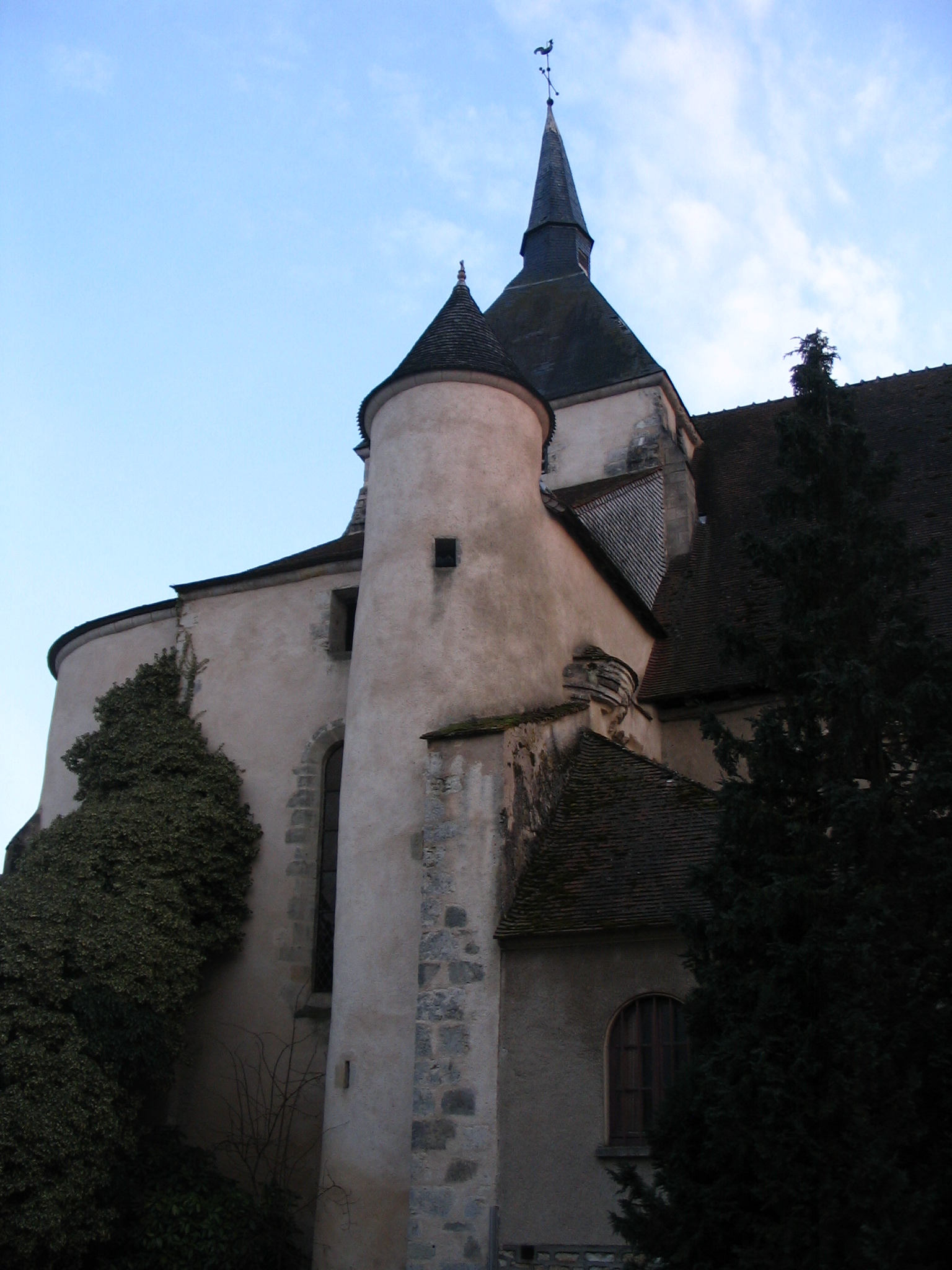
L'église Saint-Denis, en 2009.

## Description

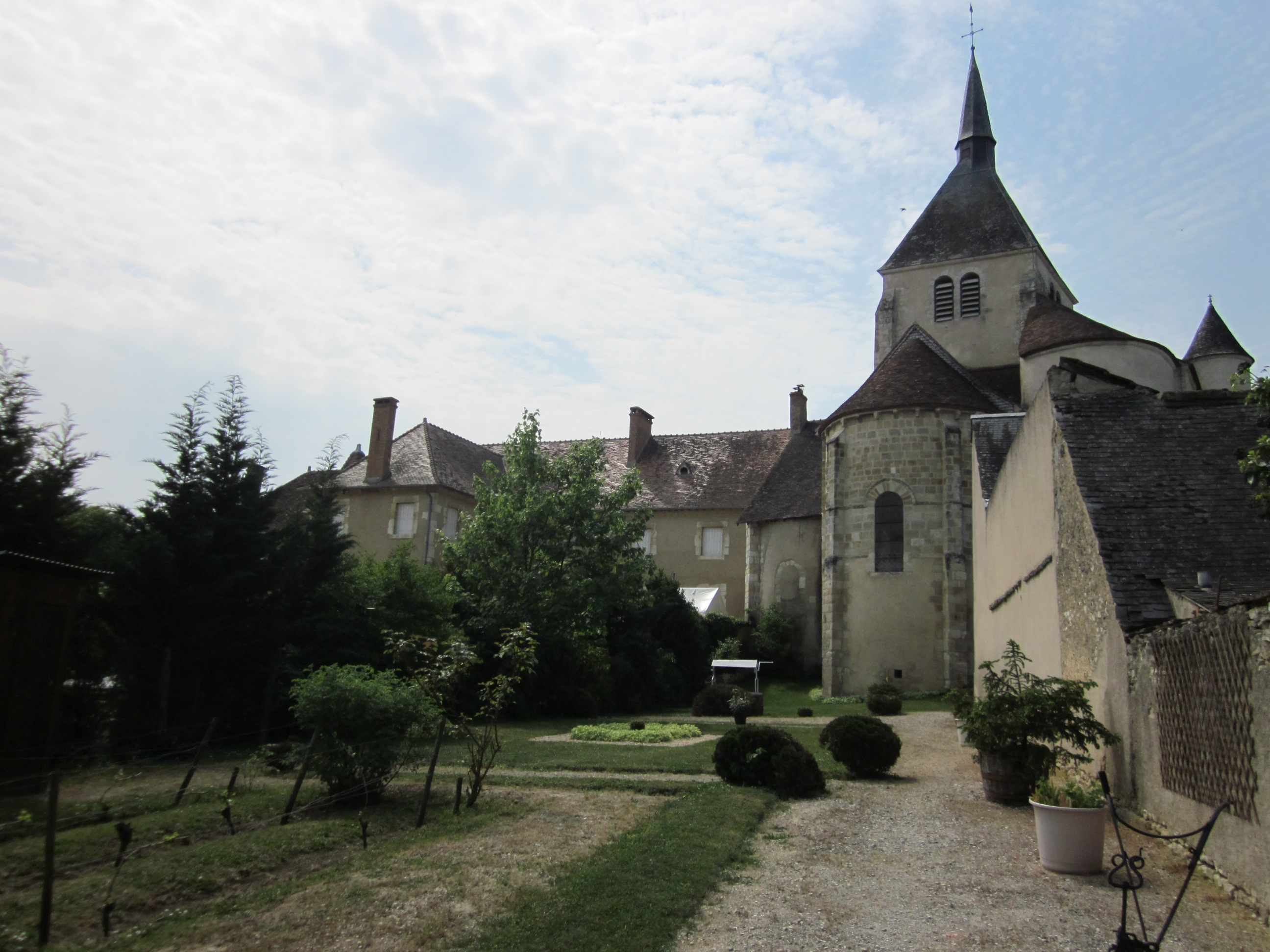
La nef de l'église, en 2011.

C'est une église à simple nef.